# Clyde Scott
Clyde Scott (Dixie, Luisiana, Estados Unidos; 29 de agosto de 1924-30 de enero de 2018) fue un atleta vallista, jugador de fútbol americano y medallista olímpico estadounidense, especialista en la prueba de 110 m vallas en la que llegó a ser subcampeón olímpico en 1948.

## Carrera deportiva
En los JJ. OO. de Londres 1948 ganó la medalla de plata en los 110 m vallas, con un tiempo de 14.1 segundos, siendo superado por su compatriota William Porter (oro con 13.9 s) y por delante de otro estadounidense Craig Dixon.